# South African Lipizzaners

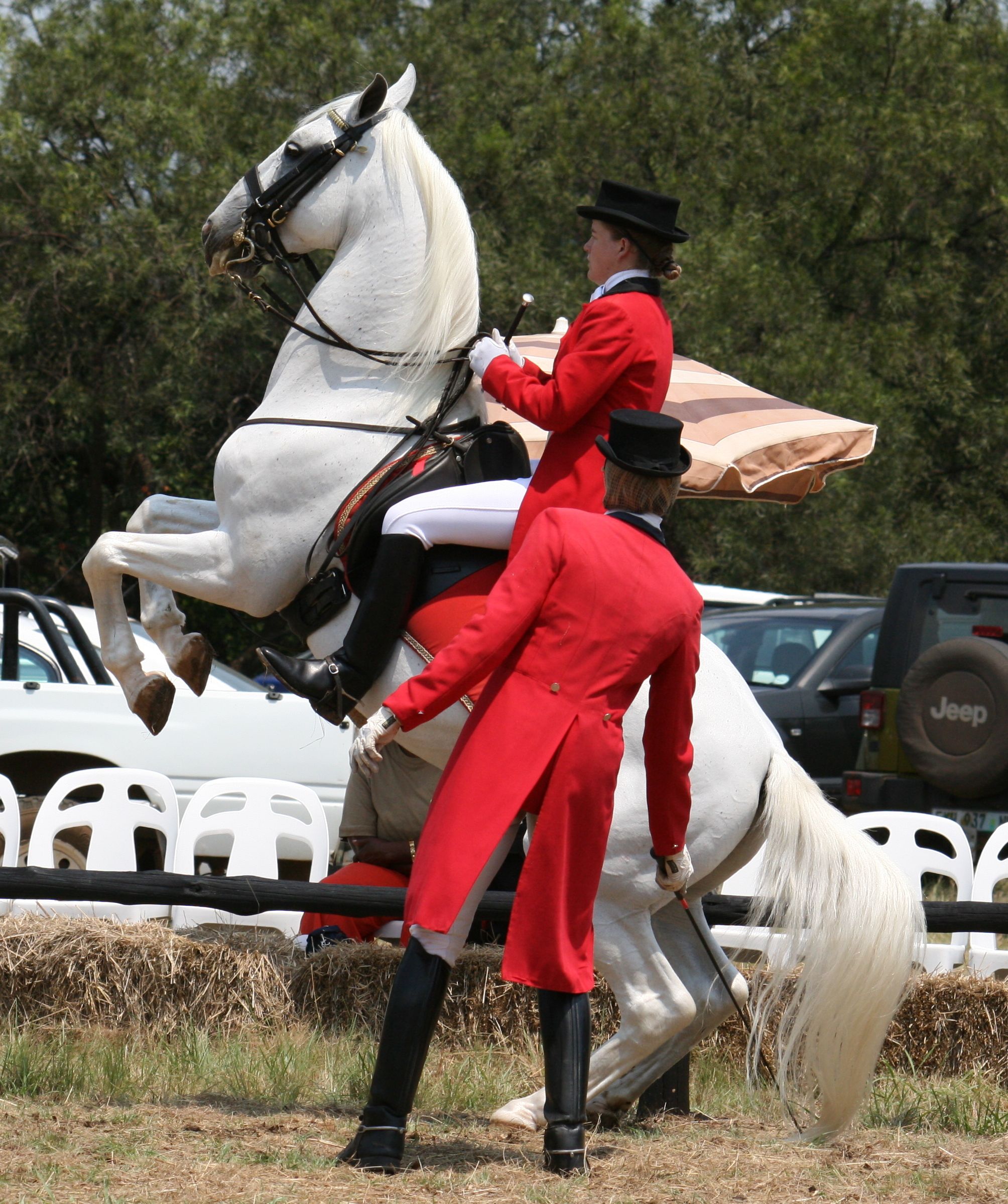
Amazona Lesley Steffen ajudando Magarete MacKay com o lippizan Pluto Montenegra

A South African Lipizzaners é a academia de ginetes que opera o modelo de adestramento clássico, em Kyalami, Midrand (Gauteng), na África do Sul. Em contraste com outras escolas clássicas, somente mulheres ginetes e treinam os 40 garanhões Lipizzan. Performances públicas acontecem todos os domingos.
As raízes do South African Lipizzaners vem de imigrantes da África do Sul, ambos do leste europeu: o Conde Elemér Janković-Bésán de Pribér-Vuchin da Hungria e o major George Iwanowski da Polônia.

## Galeria

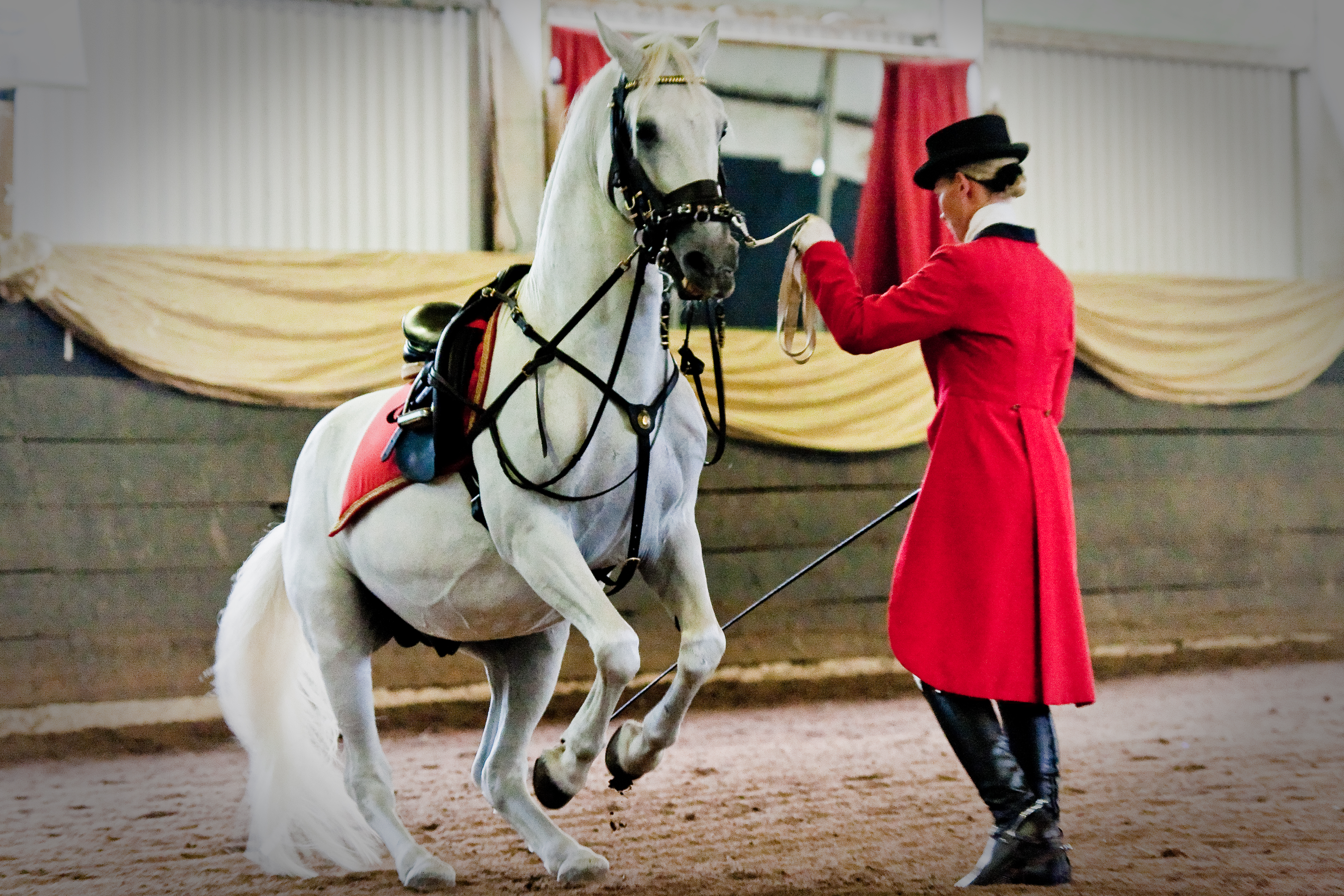
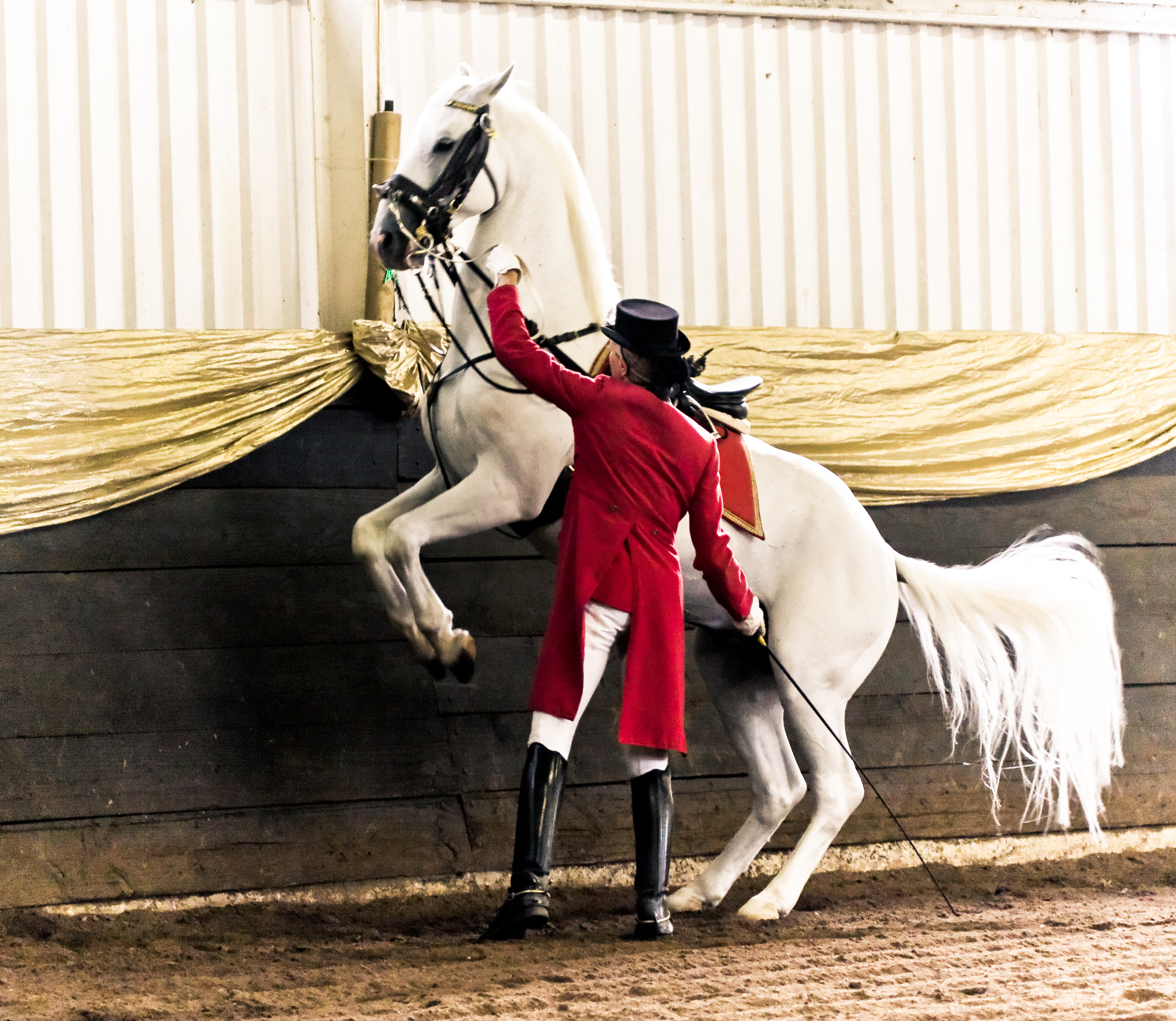

## Ligações Externas
- South African Lipizzaners